# Webflow

Logo von Webflow

Webflow, Inc. ist ein US-amerikanisches Unternehmen mit Sitz in San Francisco, das Software as a Service (SaaS) mit dem gleichen Namen für die Erstellung und das Hosting von Websites anbietet.

## Produkt
Webflow ist eine SaaS-Anwendung, die es Designern ermöglicht, responsive Websites mit einer browserbasierten visuellen Bearbeitungssoftware zu erstellen. Webflow generiert  automatisch HTML, CSS und JavaScript.
Websites, die mit Webflow erstellt werden, werden von Amazon Cloudfront betrieben und auf Fastly gehostet. Webflow bietet die Möglichkeit, den Website-Code zu exportieren und auf einem externen Server abseits der Webflow Hosting-Infrastruktur zu hosten. CMS- und Ecommerce-Inhalte (Datenbanken) werden in diesem Fall aber nicht exportiert und verlieren ihre Funktion.

## Unternehmen
Webflow wurde 2013 von Vlad Magdalin, Sergie Magdalin und Bryant Chou gegründet. Das Unternehmen absolvierte 2013 den Startup Accelerator von Y Combinator. Webflow erhielt Risikokapital von Khosla Ventures, Y Combinator und anderen Investoren aus der Tech-Branche. Das Unternehmen hat eine Serie-A-Finanzierungsrunde in Höhe von 72 Millionen US-Dollar unter der Leitung von Accel erhalten.  Im Januar 2021 nahm Webflow in einer Serie-B-Finanzierungsrunde 140 Millionen US-Dollar auf.
Andere Konkurrenten in der Website-Branche sind Squarespace, Weebly (im Besitz von Square), Wix.com und Webydo.